# Шиманская, Марина Мечиславовна
Марина Мечиславовна Шима́нская (род. 27 октября 1955 года, Саратов) — советская и испанская актриса театра и кино, театральный педагог.

## Биография
Марина Шиманская родилась 27 октября 1955 года в Саратове. Отец Марины, Мечислав Иосифович Шиманский, семь лет провёл в сталинских лагерях под Саратовом, где и познакомился с матерью Марины, санитаркой госпиталя для заключённых. Родители отца, польские аристократы, владевшие родовым имением под Житомиром, и его старший брат были расстреляны.
Обучаться актёрскому мастерству начала в Саратовском театральном училище на курсе Г. П. Банникова и Р. И. Беляковой. В 1980 году окончила ГИТИС, мастерская Олега Табакова. После окончания ГИТИСа служила в Московском театре «Эрмитаж» (1984—1991) и параллельно в Театре-студии под руководством Олега Табакова (1991—1992).
Дебют Марины Шиманской в кино состоялся в 1977 году в роли Лидии Николаевны в фильме «Когда я стану великаном». Уже после первых ролей в кино, в январе 1984 году попала на обложку журнала «Советский экран». Широкую известность получила после выхода фильма «Берегите женщин» в 1981 году.
В 1992 году вместе с мужем Альгисом Арлаускасом переехала в Испанию.
В Испании Марина выучила испанский язык, преподаёт актёрское мастерство, в 2004 году снялась в кино.

## Личная жизнь
Была замужем за актёром Альгисом Арлаускасом, с которым познакомилась в 1979 году. В браке имеет 2-х детей: дочь Ольга (род. 1981) — режиссёр, проживает в Москве, замужем за Никитой Тихоновым-Рау; сын Александр (род. 1990) — учится в Бильбао в Испании.
В Испании Марина вместе с Арлаускасом имеют небольшую школу, где готовят профессиональных актёров и сценаристов.
Живёт со своей семьёй в Бильбао в Испании, на исторической родине матери Альгиса Арлаускаса.
В 2013 году Альгис Арлаускас ушёл от Шиманской к другой женщине. Несмотря на то, что развод оформлен в 2016 году, продолжают вместе  работать.

## Творчество

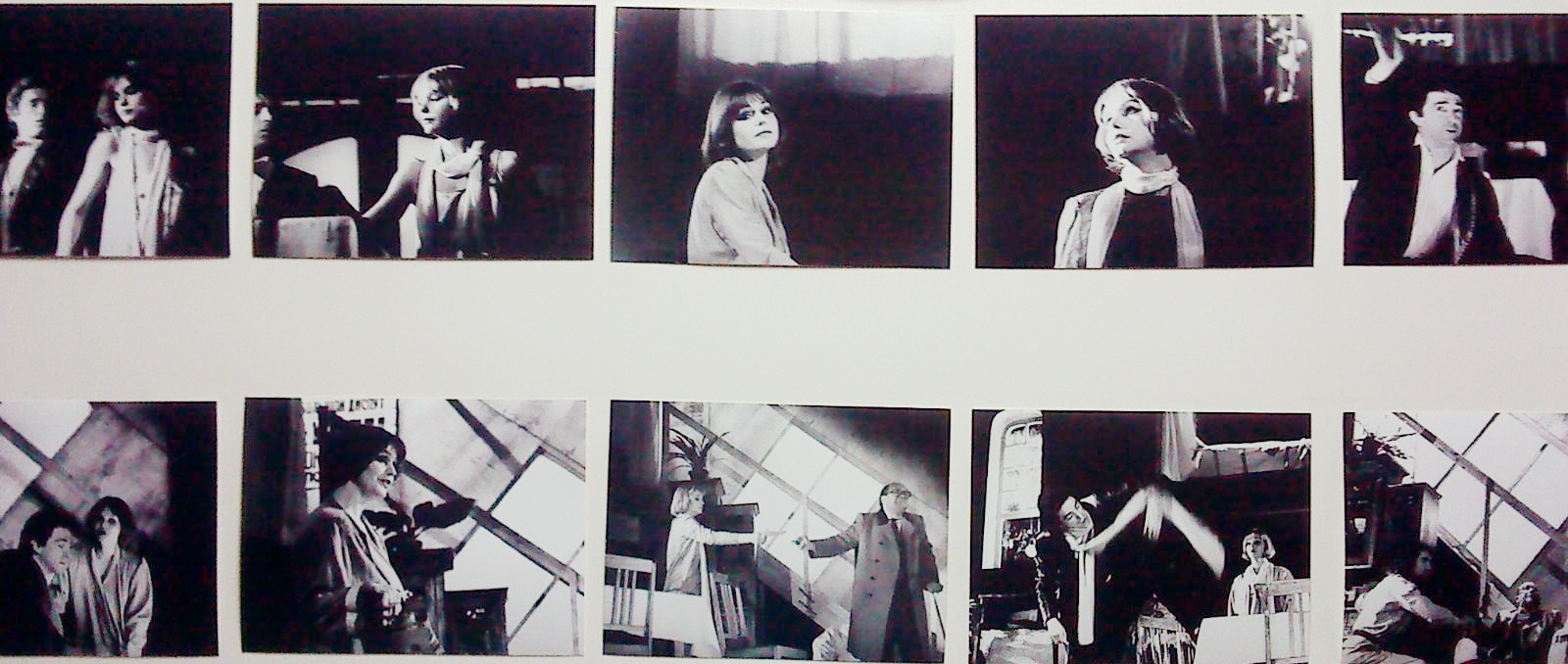

### Фильмография
1. 1978 — Когда я стану великаном — Лидия Николаевна, преподавательница литературы
2. 1979 — Камертон — эпизод
3. 1979 — Дефицит на Мазаева — Кира,поэтесса
4. 1980 — Эскадрон гусар летучих — Катрин
5. 1981 — Утро вечера мудренее — Сусанна Холодова, медсестра
6. 1981 — Берегите женщин — Люба, капитан буксира
7. 1982 — 34-й скорый — Рая / невеста
8. 1982 — Родителей не выбирают — Маша
9. 1982 — Культпоход в театр — Аня, дочь Тихомировых
10. 1983 — Комический любовник, или Любовные затеи сэра Джона Фальстафа — миссис Пэй, виконтесса
11. 1983 — Обуза (короткометражный) — Света
12. 1984 — Парад планет — подруга Афонина
13. 1984 — Счастливая, Женька! — врач скорой помощи
14. 1984 — Чужая жена и муж под кроватью — Глафира Петровна, жена Ивана Андреевича
15. 1984 — Предел возможного — Ася, дочь Лены и Кости Голикова
16. 1984 — Этот негодяй Сидоров — мама Сидорова
17. 1986 — Рядом с вами — Саша
18. 1994 — Подлинный художник, истинный артист, настоящий убийца (телеспектакль)
19. 2004 — Человек без человека / Hombre sin hombre (короткометражка, Испания)
20. 2009 — Победитель — Светлана, троюродная сестра Игоря
21. 2011 — Поединки: Женщина под грифом «секретно» — Наталья Седова
22. 2012 — В ауте (озвучивание)
23. 2022 — Корона — Наина Ельцина